# Virtual CD-ROM Control Panel
Virtual CD-ROM Control Panel (также называемый Microsoft Virtual CD Control Tool) — эмулятор оптических дисководов для Windows. В составе пакета PowerToys программа была разработана для Windows XP. Программа работает на последующих и серверных версиях Windows.
Нет официальной поддержки онлайн, однако распространяется с файлом readme в самораспаковывающемся архиве. Поддерживает UDF, CDFS, JO, ISO и ROCK. Поддерживается только архитектура x86.